# Cristina García-Rosales
Cristina García-Rosales, (20 de octubre de 1953) es una arquitecta, activista, escritora y comunicadora española.

## Trayectoria profesional
Se licenció en arquitectura en el año 1980 por la Escuela Técnica Superior de Arquitectura de Madrid en la especialidad de Urbanismo. En el año 1981 cursó un Master de Diseño Arquitectónico en la Heriot Watt University en Edimburgo, Escocia, con una beca otorgada por la Stevenson Foundation Scholarship.
Fundó, junto a Ana Estirado Gorría y otras tres arquitectas, la asociación La Mujer Construye (proyecto cultural y colectivo con una reflexión sobre la función social de la arquitectura plenamente vigente), tras haber participado en 1994 en un curso celebrado en Toledo en el marco del seminario permanente “Ciudad y Mujer”. Este encuentro llamado NOW (New Opportunities for Women) fue financiado por la Comunidad Europea y organizado por María Ángeles Durán, catedrática de sociología y por las arquitectas Pascuala Campos de Michelena, y Adriana Bisquert. La Mujer Construye es un proyecto cultural y colectivo con una reflexión sobre la función social de la arquitectura plenamente vigente, que sin lugar a dudas ha marcado el camino hacia la visibilización del trabajo de las arquitectas, tanto españolas como extranjeras, y ha impulsado a muchas profesionales de distintas disciplinas afines a participar en proyectos colectivos y exponer su labor.
Fundó un estudio arquitectónico, que compagina con su trabajo como presidenta de la asociación (desde 1997), La Mujer Construye, y su labor como escritora. En esta última faceta, ha publicado muchos artículos, sobre arquitectura y urbanismo; ensayos y libros, uno de ellos como coautora, junto al filósofo Manuel Penella, titulado “Palabras para indignados”.
Cristina García-Rosales es una arquitecta comprometida con la visibilización de las mujeres en todos los ámbitos de la arquitectura y con la arquitectura social.
García-Rosales ha impartido conferencias en universidades españolas y extranjeras, ha escrito textos y editado libros de ponencias.

## Obras
Cristina García-Rosales tiene una obra arquitectónica cuantiosa y diversa, que abarca desde edificios industriales y de oficinas, equipamientos y centros dotacionales hasta conjuntos de vivienda colectiva y unifamiliar. Entre todas sus obras, podemos destacar: los centros escolares en Burgos (encargo del Ministerio de Educación y Cultura);  las escuelas infantiles en la Comunidad de Madrid;  algunos pabellones expositivos en Sevilla por encargo de EXPO 92; edificios deportivos para el Pasillo Verde de Madrid o centros de salud por encargo del INSALUD.
Ha diseñado y ejecutado edificios de nueva planta, rehabilitaciones y restauraciones tanto para la promoción privada como para la pública, una centena de restauraciones de iglesias y otros edificios en la Junta de Castilla y León así como restauración de albergues de peregrinos por encargo del Ministerio de Fomento, reformas de oficinas y edificios públicos en Lleida y Madrid y una veintena de viviendas tanto de promoción pública en la Comunidad de Castilla-La Mancha, como privada en la provincia de Alicante, León, Burgos, Almería y Madrid. También ha realizado rehabilitación de viviendas colectivas y unifamiliares principalmente en Madrid.
Actualmente junto al arquitecto Félix Falcone, dirige la empresa  Arquiplaneo, dedica a reformas de interiores, arquitectura y gestión del patrimonio.